# سرمد رشيد
سرمد رشيد (1 يناير 1982 ببغداد في العراق - ) هو لاعب كرة قدم عراقي في مركز حراسة المرمى. شارك مع منتخب العراق لكرة القدم. أما مع النوادي، فقد لعب مع نادي أمانة بغداد ونادي الزوراء.